# 진두태
진두태(陳斗台, 1927년 2월 12일 ~ 1951년 3월 8일)는 대한민국의 군인이다. 6.25 전쟁 당시 제3대대 수색 소대장으로서 참전하였으며, 박지산을 수색, 정찰하던 중 북한군의 총탄을 맞아 전사하였다. 정부는 혁혁한 전공과 살신성인의 정신을 기리어 중위로의 1계급 특진과 충무무공훈장을 추서하였다.

## 생애

### 제주도 공비토벌작전
1927년 경남 함안에서 태어났으며 남지초등학교를 졸업하고 광복 이후 일찌감치 국방경비대(해군)에 입대하여 1949년 4월 해병대 창설 당시 병조장(원사)으로 참여해 '4.3사건' 진압작전에서 큰 공을 세웠다. 그는 유격대 병조장으로서 1950년 3월 10일 한대악(漢大岳) 부근에서 김익태(金益泰) 일등병조(一等兵曹)가 지휘하는 유격분대가 공비 40명을 만나 포위되었고 진두태와 그의 유격대는 공비들을 기습공격하여 공비 7명을 사살하고 김익태의 유격분대를 구출하였다.

### 군산·장항 전투
제주도에서 6.25전쟁을 맞은 그는 1950년 7월 16일 군산·장항 전투에 참전하였다. 그러나 전투 중 그는 7발의 총탄을 맞고 큰 부상을 당했으며 적의 포로가 되었다. 그는 아군의 항공포격으로 주위가 어수선해지자 그 틈을 타 적진을 탈출하였다. 그리고 3개월만에 인천에 대기중인 부대로 복귀하였고 소위로 특진되었다.

### 박지산 수색·정찰
1950년 12월 중순경 진해로 복귀한 진두태 소위는 해병대의 중부전선에 투입되면서 제3대대 수색소대장을 자원하였다. 수색소대장이 된 진두태에게 박지산을 수색하고 적정을 수집하라는 임무가 주어졌다.
1951년 3월 8일, 진두태 소위의 생일이 채 한 달이 지나지 않았을 때, 진두태 소위가 속한 연대는 대관령을 향해 진격 중이었다. 눈이 허리까지 차는 날임에도 불구하고 진두태의 수색대는 수색을 나섰고 탄피와 탄약이 드문드문 떨어져 있는 것을 발견하였다. 하지만 이는 수색대를 유인하려는 함정이었고 이를 모르고 접근한 수색대의 주변에서는 사방에서 총성이 들려왔다. 이에 빗발치는 적의 총탄 속에서 진두태 소위는 "전원후퇴, 즉각 철수하라"는 명령만을 하달하고 수색대의 철수를 엄호하였다. 진 소위의 사격으로 인해 적군 몇을 쓰러뜨리는데는 성공하였지만 역부족이었고 사방에서 쏟아지는 적탄을 맞고 장렬히 산화하였다. 이후 무사히 대피하였던 부하들이 다시 돌아와 진두태 소위의 시신을 수습하고 적이 점령한 고비덕산 일대를 공격하여 큰 승리를 거두게 된다.

## 사후
진두태 소위는 조국에 모든 것을 바친 영원한 해병의 용기와 희생정신을 기려 중위로 1계급 특진되었고 충무무공훈장을 수여받았다. 또한 1981년 이후 호국인물, 전쟁영웅으로 선정되어 그의 고귀한 희생을 되새기고 있다. 진두태 중위는 '영원한 해병', '해병 중의 해병'이라 사람들에게 불리며 해병대 창설 멤버로서 살신성인의 자세를 보여주었다.

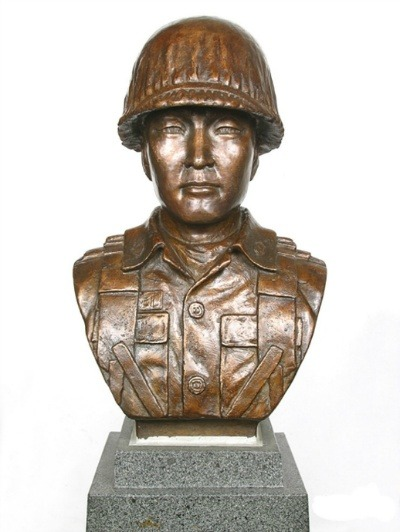
진두태 중위의 흉상

또한 모교인 남지초등학교, 그의 출생지인 함안의 호국공원, 전쟁기념관에 그의 흉상이 전시되었다.

## 같이 보기
- 대한민국 해병대
- 4.3사건
- 원상상륙작전
- 충무무공훈장
- 호국공원
- 전쟁기념관
- 6.25전쟁

## 참고 문헌
- 「3월의 전쟁영웅 고 진두태 해병중위」(손문식,『국방일보』,1996년 3월 3일자)
- 「해병전투사」, 해군본부, 1977.
- 「제주도폭동과 토벌작전」, 정석균, 국방부 군사편찬연구소, 1988.